# Copa Centro-Oeste 1999
La Copa Centro-Oeste 1999 è stata la 1ª edizione della Copa Centro-Oeste.

## Formula
Le formazioni rappresentanti il Distretto Federale, l'Espírito Santo, il Mato Grosso e il Mato Grosso do Sul disputano un turno di qualificazione, la cui vincente sarà ammessa alla fase a gironi della Copa Centro-Oeste.
Le dieci squadre qualificatesi alla fase a gironi sono suddivise in tre gruppi: uno da quattro, due da tre. Le formazioni classificatesi prime nel proprio girone (oltre alla seconda classificata nel gruppo a quattro squadre), saranno ammesse alla seconda fase, che decreterà la vincitrice del torneo. La formazione vincitrice ottiene un posto in Coppa CONMEBOL 1999.

## Partecipanti
Sono in grassetto le squadre che partono dalla fase a gironi.
| Stato              | Squadra (Città)                   |
| ------------------ | --------------------------------- |
| Distretto Federale | Gama (Gama)                       |
| Distretto Federale | Guará (Guará)                     |
| Espírito Santo     | Linhares EC (Linhares)            |
| Espírito Santo     | São Mateus (São Mateus)           |
| Goiás              | Vila Nova (Goiânia)               |
| Mato Grosso        | CEOV (Várzea Grande)              |
| Mato Grosso        | Sinop (Sinop)                     |
| Mato Grosso do Sul | Ivinhema (Ivinhema)               |
| Mato Grosso do Sul | Ubiratan (Dourados)               |
| Minas Gerais       | Atlético Mineiro (Belo Horizonte) |
| Minas Gerais       | Cruzeiro (Belo Horizonte)         |
| Minas Gerais       | América-MG (Belo Horizonte)       |
| Minas Gerais       | Villa Nova (Nova Lima)            |
| Tocantins          | Interporto (Porto Nacional)       |

## Risultati

### Turno di qualificazione
| Squadra 1  | Totale | Squadra 2   | Gara 1 | Gara 2 | Gara 3 |
| ---------- | ------ | ----------- | ------ | ------ | ------ |
| Gama       | 6 – 0  | Guará       | 1 - 0  | 5 - 0  |        |
| São Mateus | 2 – 1  | Linhares EC | 1 - 0  | 1 - 1  |        |
| Sinop      | 3 – 6  | CEOV        | 1 – 3  | 2 – 1  | 0 – 2  |
| Ivinhema   | 4 – 2  | Ubiratan    | 0 – 1  | 2 – 1  | 2 – 0  |

### Fase a gironi

#### Gruppo A
|  | Pos. | Squadra     | Pt | G | V | N | P | GF | GS | DR  |
|  | ---- | ----------- | -- | - | - | - | - | -- | -- | --- |
|  | 1.   | CEOV        | 8  | 4 | 2 | 2 | 0 | 8  | 2  | +6  |
|  | 2.   | São Mateus  | 6  | 4 | 1 | 3 | 0 | 10 | 2  | +8  |
|  | 3.   | Ypiranga-AP | 1  | 4 | 0 | 1 | 3 | 2  | 16 | -14 |

Legenda:
      Ammessa alla fase finale.
Note:
Tre punti a vittoria, uno a pareggio, zero a sconfitta.

#### Gruppo B
|  | Pos. | Squadra    | Pt | G | V | N | P | GF | GS | DR  |
|  | ---- | ---------- | -- | - | - | - | - | -- | -- | --- |
|  | 1.   | Vila Nova  | 10 | 4 | 3 | 1 | 0 | 11 | 2  | +9  |
|  | 2.   | Gama       | 7  | 4 | 2 | 1 | 1 | 6  | 2  | +4  |
|  | 3.   | Interporto | 0  | 4 | 0 | 0 | 4 | 1  | 14 | -13 |

Legenda:
      Ammessa alla fase finale.
Note:
Tre punti a vittoria, uno a pareggio, zero a sconfitta.

#### Gruppo C
|  | Pos. | Squadra          | Pt | G | V | N | P | GF | GS | DR |
|  | ---- | ---------------- | -- | - | - | - | - | -- | -- | -- |
|  | 1.   | Atlético Mineiro | 10 | 6 | 3 | 1 | 2 | 12 | 8  | +4 |
|  | 2.   | Cruzeiro         | 10 | 6 | 3 | 1 | 2 | 12 | 9  | +3 |
|  | 3.   | América-MG       | 7  | 6 | 2 | 1 | 3 | 8  | 12 | -4 |
|  | 4.   | Villa Nova       | 6  | 6 | 1 | 3 | 2 | 3  | 6  | -3 |

Legenda:
      Ammessa alla fase finale.
Note:
Tre punti a vittoria, uno a pareggio, zero a sconfitta.

### Fase finale

#### Semifinali
| Squadra 1        | Totale | Squadra 2 | Andata | Ritorno |
| ---------------- | ------ | --------- | ------ | ------- |
| Atlético Mineiro | 1 – 5  | Cruzeiro  |        |         |
| CEOV             | 1 – 7  | Vila Nova | 1 - 2  | 0 - 5   |

#### Finale
| Squadra 1 | Totale | Squadra 2 | Gara 1 | Gara 2 | Gara 3 |
| --------- | ------ | --------- | ------ | ------ | ------ |
| Cruzeiro  | 4 – 2  | Vila Nova | 3 – 0  | 1 – 2  | 0 – 0  |